# Lendresse
Lendresse est une ancienne commune française du département des Pyrénées-Atlantiques. Le 1er janvier 1972 (arrêté préfectoral du 29 décembre 1971), Arance, Gouze, Lendresse et Mont fusionnent pour former la nouvelle commune de Mont.

## Géographie
Lendresse est un village du Béarn, sur la rive droite du gave de Pau et à l'ouest de Lacq.

## Toponymie
Le toponyme Lendresse apparaît sous les formes :
Landresse (XIe siècle, d'après Pierre de Marca), 
Landressa (1194, cartulaire de Sauvelade) et 
Lendressa (1235, réformation de Béarn).

## Histoire
Paul Raymond note qu'en 1385, Lendresse dépendait du bailliage de Pau et comptait 16 feux. Il y avait à Lendresse une abbaye laïque, vassale de la vicomté de Béarn.

## Administration
| Période                                  | Période  | Identité          | Étiquette | Qualité |
| ---------------------------------------- | -------- | ----------------- | --------- | ------- |
| 2014                                     | ?        | Robert Margnac,   |           |         |
| ?                                        | ?        | Audrey Péan,      |           |         |
| 2017                                     | En cours | Véronique Etchart |           |         |
| Les données manquantes sont à compléter. |          |                   |           |         |

## Démographie
| 1793 | 1800 | 1806 | 1821 | 1831 | 1836 | 1841 | 1846 | 1851 |
| ---- | ---- | ---- | ---- | ---- | ---- | ---- | ---- | ---- |
| 195  | 200  | 212  | 218  | 228  | 238  | 230  | 261  | 260  |

| 1856 | 1861 | 1866 | 1872 | 1876 | 1881 | 1886 | 1891 | 1896 |
| ---- | ---- | ---- | ---- | ---- | ---- | ---- | ---- | ---- |
| 240  | 230  | 213  | 177  | 193  | 188  | 191  | 171  | 182  |

| 1901 | 1906 | 1911 | 1921 | 1926 | 1931 | 1936 | 1946 | 1954 |
| ---- | ---- | ---- | ---- | ---- | ---- | ---- | ---- | ---- |
| 155  | 161  | 162  | 130  | 126  | 103  | 118  | 110  | 125  |

| 1962 | 1968 | - | - | - | - | - | - | - |
| ---- | ---- | - | - | - | - | - | - | - |
| 110  | 134  | - | - | - | - | - | - | - |

## Culture locale et patrimoine

### Patrimoine religieux
L'église Saint-Martin date du XIXe siècle.